# إنتروبيا حرة
في الديناميكية الحرارية، الإنتروبيا الحرة (بالإنجليزية: Free entropy)‏ هي كمون دينامي حراري شبيهة بالطاقة الحرة. تُعرف أيضًا باسم كمون (أو دالة) ماسيو أو بلانك أو ماسيو بلانك، أو (نادرًا) المعلومات الحرة. في الميكانيكا الإحصائية، غالبًا ما تظهر الإنتروبيا الحرة على أنها لوغاريتم جملة الحالات. تم تطوير علاقات أونساغر التبادلية على وجه الخصوص، من حيث الكمون الإنتروبي. في الرياضيات، تعني الإنتروبيا الحرة شيئًا مختلفًا تمامًا: إنها تعميم للإنتروبيا محددة في موضوع الاحتمال الحر.
يتم إنشاء الإنتروبيا الحرة عن طريق تحويل ليجاندر للإنتروبيا. تتوافق الكمون المختلفة مع قيود مختلفة قد يتعرض لها النظام.